# Ranjan Gogoi
Ranjan Gogoi (Dibrugarh, 18 de novembro de 1954) é um jurista indiano que atuou como 46.º Chefe de justiça da Índia. O seu mandato como Chefe de Justiça começou em 3 de outubro de 2018 e terminou em 17 de novembro de 2019. Em 9 de novembro de 2019, o colégio de cinco juízes chefiado por ele proferiu veredicto no histórico e controverso caso de disputa de Ayodhya. Ele, em conjunto com outros três juízes, realizou a histórica conferência de imprensa na crise do Supremo Tribunal da Índia em 2018.

## Início da vida e carreira
Gogoi nasceu numa família Tai-Ahom, em Dibrugarh. Filho de Kesab Chandra Gogoi, político do Congresso Nacional indiano, que foi ministro-chefe de Assam, por dois meses em 1982. Gogoi frequentou a escola Don Bosco em Dibrugarh antes de se mudar para Deli para concluir os estudos pré-universitários. Estudou depois no St. Stephen's College, graduando-se com distinção em história, antes de entrar para a Universidade de Delhi, onde se formou em Direito.
Gogoi inscreveu-se na ordem em 1978 e exerceu no Supremo Tribunal de Gauhati, onde foi nomeado juiz permanente em 28 de fevereiro de 2001. Ele foi transferido para o Supremo Tribunal de Punjab e Haryana em 9 de setembro de 2010, tornando-se seu chefe de justiça em 12 de fevereiro de 2011. Em 23 de abril de 2012, foi elevado a juiz do Supremo Tribunal da Índia.
Em 3 de outubro de 2018, ele foi nomeado Chefe de Justiça da Índia, sucedendo a Dipak Misra.

## Crise do Supremo Tribunal de 2018
Em 12 de janeiro de 2018, Ranjan Gogoi e três outros juízes do Supremo Tribunal - Jasti Chelameswar, Madan Lokur e Kurian Joseph - tornaram-se os primeiros a realizar uma conferência de imprensa. Eles expuseram problemas que atormentam o tribunal, no que diz respeito a falhas no sistema de distribuição de justiça e alocação de casos, e disseram aos jornalistas que a conferência de imprensa foi motivada pela questão de alocação, ao juíz Arun Mishra, do caso da morte em dezembro de 2014 do juíz especial Loya do Departamento de Investigação Central (CBI). O juiz Loya chefiou o caso Sohrabuddin Sheikh de 2004, no qual foram acusados policias e o chefe do BJP Amit Shah. Mais tarde, Mishra retirou-se do caso. Chelameswar aposentou-se em 30 de junho de 2018, deixando Gogoi como o segundo juiz mais antigo do Supremo Tribunal, seguido por Lokur e Joseph. Sem atender ao ranking de antiguidade, o Chefe de Justiça da Índia de então, Dipak Misra, indicou Gogoi como o seu sucessor.

## Veredicto do Supremo Tribunal sobre a disputa de Ayodhya de 2019
Em 9 de novembro de 2019, Ranjan Gogoi e quatro outros juízes do Supremo Tribunal proferiram o veredicto sobre a disputa de terras do caso de Ayodhya Ram Janambhoomi-Babri Masjid. Após 40 dias de audiências diárias de 6 de agosto, um colégio de cinco juízes chefiado por Gogoi e composto pelos juízes Sharad Arvind Bobde, Dhananjaya Y. Chandrachud, Ashok Bhushan e S. Abdul Nazeer, agendaram o julgamento no dia 16 de outubro. Ele sentenciou a decisão a favor de Ram Janambhoomi. Este foi o seu último caso antes de se reformar, a 17 de novembro de 2019.